# Buddhamitra
Buddhamitra (nacida circa 60) fue una monja budista.
Vivió durante el Imperio kushán. Se la recuerda por sus inscripciones fechadas de imágenes de bodhisatva y del Buda que ella levantó en tres ciudades cercanas al río Ganges. El éxito lo miden tratando de conseguir dinero y patrocinio para la Sarvastivada, el culto budista al que pertenece.